# Liste der Monuments historiques in Rougegoutte
Die Liste der Monuments historiques in Rougegoutte führt die Monuments historiques in der französischen Gemeinde Rougegoutte auf.

## Liste der Objekte
| Bezeichnung                              | Beschreibung                                           | Standort                        | Kennzeichnung | Schutzstatus | Datum | Bild |
| ---------------------------------------- | ------------------------------------------------------ | ------------------------------- | ------------- | ------------ | ----- | ---- |
| Skulpturengruppe Erziehung Mariens       | Holz, polychrom gefasst und vergoldet, 19. Jahrhundert | in der Kirche St-Georges (Lage) | PM90000396    | Inscrit      | 2004  |      |
| Kelch und Patene                         | Silber, 17. Jahrhundert                                | in der Kirche St-Georges (Lage) | PM90000078    | Classé       | 1968  |      |
| Reliquiar in Form einer Madonna mit Kind | Holz, polychrom gefasst und vergoldet, 19. Jahrhundert | in der Kirche St-Georges (Lage) | PM90000397    | Inscrit      | 2004  |      |
| Skulptur Schmerzhafte Muttergottes       | Holz, polychrom gefasst und vergoldet, 19. Jahrhundert | in der Kirche St-Georges (Lage) | PM90000398    | Inscrit      | 2004  |      |
| Tabernakel mit Flügel des Hauptaltars    | Holz, vergoldet, 18. Jahrhundert                       | in der Kirche St-Georges (Lage) | PM90000165    | Classé       | 1983  |      |
| Skulptur des Apostels Petrus             | Holz, bemalt, 18. Jahrhundert                          | in der Kirche St-Georges (Lage) | PM90000379    | Inscrit      | 1988  |      |
| Skulptur des Apostels Paulus             | Holz, bemalt, 18. Jahrhundert                          | in der Kirche St-Georges (Lage) | PM90000380    | Inscrit      | 1988  |      |
| Skulpturengruppe Pietà                   | Holz, bemalt, 18. Jahrhundert                          | in der Kirche St-Georges (Lage) | PM90000079    | Classé       | 1977  |      |
| Ensemble Hauptaltar                      | 18. Jahrhundert                                        | in der Kirche St-Georges (Lage) | PM90000163    | Classé       | 1983  |      |
| Hauptaltar                               | Holz, vergoldet, 18. Jahrhundert                       | in der Kirche St-Georges (Lage) | PM90000164    | Classé       | 1983  |      |